# Adamów (gromada w powiecie łukowskim)
Adamów – dawna gromada, czyli najmniejsza jednostka podziału terytorialnego Polskiej Rzeczypospolitej Ludowej w latach 1954–1972.
Gromady, z gromadzkimi radami narodowymi (GRN) jako organami władzy najniższego stopnia na wsi, funkcjonowały od reformy reorganizującej administrację wiejską przeprowadzonej jesienią 1954 do momentu ich zniesienia z dniem 1 stycznia 1973, tym samym wypierając organizację gminną w latach 1954–1972.
Gromadę Adamów z siedzibą GRN w Adamowie utworzono – jako jedną z 8759 gromad na obszarze Polski – w powiecie łukowskim w woj. lubelskim na mocy uchwały nr 13 WRN w Lublinie z dnia 5 października 1954. W skład jednostki weszły obszary dotychczasowych gromad Adamów, Gułów i Hordzieżka ze zniesionej gminy Gułów oraz obszar dotychczasowej gromady Zakępie ze zniesionej gminy Serokomla w tymże powiecie. Dla gromady ustalono 27 członków gromadzkiej rady narodowej.
Gromada przetrwała do końca 1972 roku, czyli do kolejnej reformy gminnej. 1 stycznia 1973 w powiecie łukowskim utworzono gminę Adamów.